# Lester Chambers
Lester Chambers (* 13. dubna 1940) je americký jazzový zpěvák a hráč na foukací harmoniku. Spolu se svými sourozenci působil v kapele The Chambers Brothers. Rovněž vydal několik sólových alb. Také vedl společnou kapelu s baskytaristou Harveym Brooksem. Během své kariéry spolupracoval s mnoha dalšími hudebníky, mezi něž patří například Bonnie Raitt, Sonny Rhodes, Lucky Peterson a Ry Cooder. Roku 2013 věnoval při svém koncertu jednu píseň afroamerickému mladíkovi Trayvonu Martinovi, který byl roku 2012 zastřelen. Následně byl napaden třiačtyřicetiletou návštěvnicí koncertu.